# Stora Svartevattnet (Västra Tunhems socken, Västergötland)
Stora Svartevattnet är en sjö i Vänersborgs kommun i Västergötland och ingår i Göta älvs huvudavrinningsområde. Sjöns area är 0,02 kvadratkilometer och den befinner sig 109 meter över havet.